# Androsace gorodkovii
Androsace gorodkovii är en viveväxtart. Androsace gorodkovii ingår i släktet grusvivor, och familjen viveväxter.

## Underarter
Arten delas in i följande underarter:
- A. g. gorodkovii
- A. g. semiperennis